# ایستیمر
ایستیمر (به مجاری: Isztimér) یک شهرداری در مجارستان است که در ناحیه مور واقع شده‌است. ایستیمر ۵۳٫۹۱ کیلومتر مربع مساحت و ۹۷۷ نفر جمعیت دارد.